# جزيرة دال
جزيرة دال (بالإنجليزية: Dall Island)‏ جزيرة في أرخبيل ألكسندر في جنوب شرق ألاسكا في الولايات المتحدة الأمريكية.
تقع غرب جزيرة برينس أوف ويلز وشمال المياه الكندية.
تبلغ قمتها 745 مترا. ومساحتها 657 كم مربع، وهي في الرتيب 28 ضمن أكبر جزر الولايات المتحدة الأمريكية.
يعتمد اقتصادها على صيد السمك.
بلغ عدد سكانها 20 نسمة في إحصاء عام 2000.